# 高蔵寺分屯基地
座標: 北緯35度16分28.7秒 東経137度3分43.1秒 / 北緯35.274639度 東経137.061972度

高座山と高蔵寺分屯基地のレーダーサイト

高蔵寺分屯基地（こうぞうじぶんとんきち、JASDF Kouzouji Sub Base）とは、愛知県春日井市木附町無番地に所在し、第4補給処高蔵寺支処等が配置されている航空自衛隊岐阜基地の分屯基地である。
分屯基地司令は、第4補給処高蔵寺支処長が兼務。

## 配置部隊・機関
- 航空自衛隊第4補給処高蔵寺支処[1]

### かつて存在した配置部隊・機関
- 航空自衛隊第5術科学校第1分校（小牧基地の第5術科学校本校に統合。）

## 沿革
南にJR中央本線 / 愛知環状鉄道・愛知環状鉄道線の高蔵寺駅があり、駅の目の前に広がる高座山（194m）の一部となっている。脇には愛知用水がトンネルとなって流れている。
基地は高蔵寺ニュータウンの計画地域の一角にある。
毎年、5月末に基地開放（高座山ハイキング）や8月末に盆踊り大会が行われているほか、民間による基地周回マラソン大会が開かれている。かつては基地反対を訴えるウォーキング集会が行われていた。

### 年表
- 1941年（昭和16年）9月1日 - 名古屋陸軍兵器補給廠高蔵寺部隊創設[2]
- 1945年（昭和20年）
  - 9月 - 終戦により高蔵寺部隊解散[2]
  - 10月 - 米軍沖縄海兵隊が進駐[2]
- 1945年（昭和20年）～1947年（昭和22年） - 米軍の監督下で弾薬処理
- 1948年（昭和23年）4月 - 基地内の旧本部建屋を使用し、玉川小学校が開校（1952年に基地外へ移転）
- 1951年（昭和26年）6月 - 米国極東空軍部隊が進駐[2]
- 1952年（昭和27年）1月 - 極東米軍6411部隊（米軍高蔵寺部隊）駐留、レーダーサイト設立
- 1957年（昭和32年）
  - 1月 - 国鉄引込線運用終了（1967年に線路撤去）
  - 7月1日 - 臨時岐阜補給隊高蔵寺先遣隊到着
  - 9月2日 - 臨時岐阜補給隊高蔵寺分遣隊に改編
- 1958年（昭和33年）
  - 6月30日 - 高蔵寺弾薬庫返還式[3]。（米軍高蔵寺部隊撤退[2]）
  - 7月 - 高蔵寺分屯基地設置[2]
  - 8月1日 - 第2補給処高蔵寺出張所に改称
  - 12月1日 - 第2補給処高蔵寺支処に改称
- 1959年（昭和34年）
  - 3月1日 - （分校）高蔵寺管制教育分遣隊編成
  - 9月26日 - （分校）伊勢湾台風によりレーダーアンテナ倒壊（1959年12月復旧）
- 1961年（昭和36年） - 高蔵寺ニュータウン建設計画に伴い、移転先選定開始
- 1962年（昭和37年）10月 - （分校）第5術科学校第1分校に改編
- 1966年（昭和41年）3月23日 - 高蔵寺ニュータウン造成に伴う河川立入測量
- 1976年（昭和51年）10月1日 - 第4補給処高蔵寺支処に改編
- 2001年（平成13年）
  - 7月 - （分校）レーダー撤去
  - 8月 - （分校）第5術科学校第1分校閉校

## 最寄りの幹線交通
- 鉄道
  - JR中央本線 / 愛知環状鉄道・愛知環状鉄道線 高蔵寺駅